# New York Liberty 2020
La stagione 2020 delle New York Liberty fu la 24ª nella WNBA per la franchigia.
Le New York Liberty arrivarono seste nella Eastern Conference con un record di 2-20, non qualificandosi per i play-off.

## Roster
| N° | Naz.                   | Ruolo | Sportivo           | Anno | Alt. | Peso |
| -- | ---------------------- | ----- | ------------------ | ---- | ---- | ---- |
| 0  | Stati Uniti (bandiera) | A     | Leaonna Odom       | 1998 | 188  | 76   |
| 3  | Stati Uniti (bandiera) | A     | Megan Walker       | 1998 | 185  | 79   |
| 4  | Stati Uniti (bandiera) | G     | Jazmine Jones      | 1996 | 191  | 92   |
| 5  | Canada (bandiera)      | G     | Kia Nurse          | 1996 | 183  | 68   |
| 7  | Stati Uniti (bandiera) | G     | Layshia Clarendon  | 1991 | 175  | 71   |
| 10 | Stati Uniti (bandiera) | A     | Joyner Holmes      | 1998 | 190  | 90   |
| 13 | Stati Uniti (bandiera) | GA    | Jocelyn Willoughby | 1998 | 183  | 81   |
| 17 | Svezia (bandiera)      | C     | Amanda Zahui       | 1993 | 196  | 113  |
| 20 | Stati Uniti (bandiera) | G     | Sabrina Ionescu    | 1997 | 180  | 68   |
| 22 | Stati Uniti (bandiera) | G     | Paris Kea          | 1996 | 175  | 64   |
| 24 | Stati Uniti (bandiera) | A     | Kylee Shook        | 1998 | 193  | 90   |
| 41 | Stati Uniti (bandiera) | C     | Kiah Stokes        | 1993 | 191  | 86   |

## Staff tecnico
- Allenatore: Walt Hopkins
- Vice-allenatori: Shelley Patterson, Kelly Schumacher, Dustin Gray